# Unsere Liebe Frau von der Bundeslade

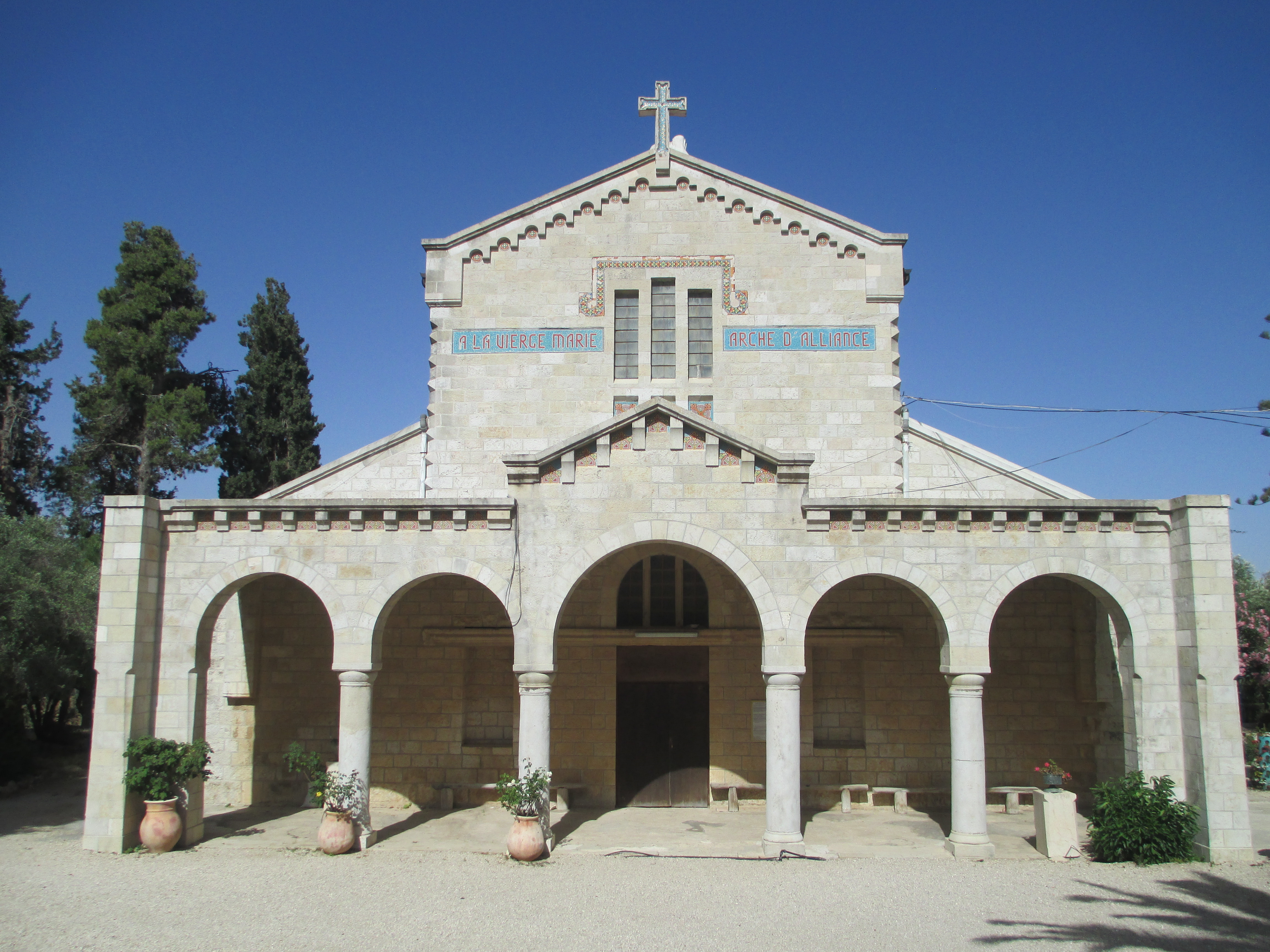
Marienkirche in Abu Gosch

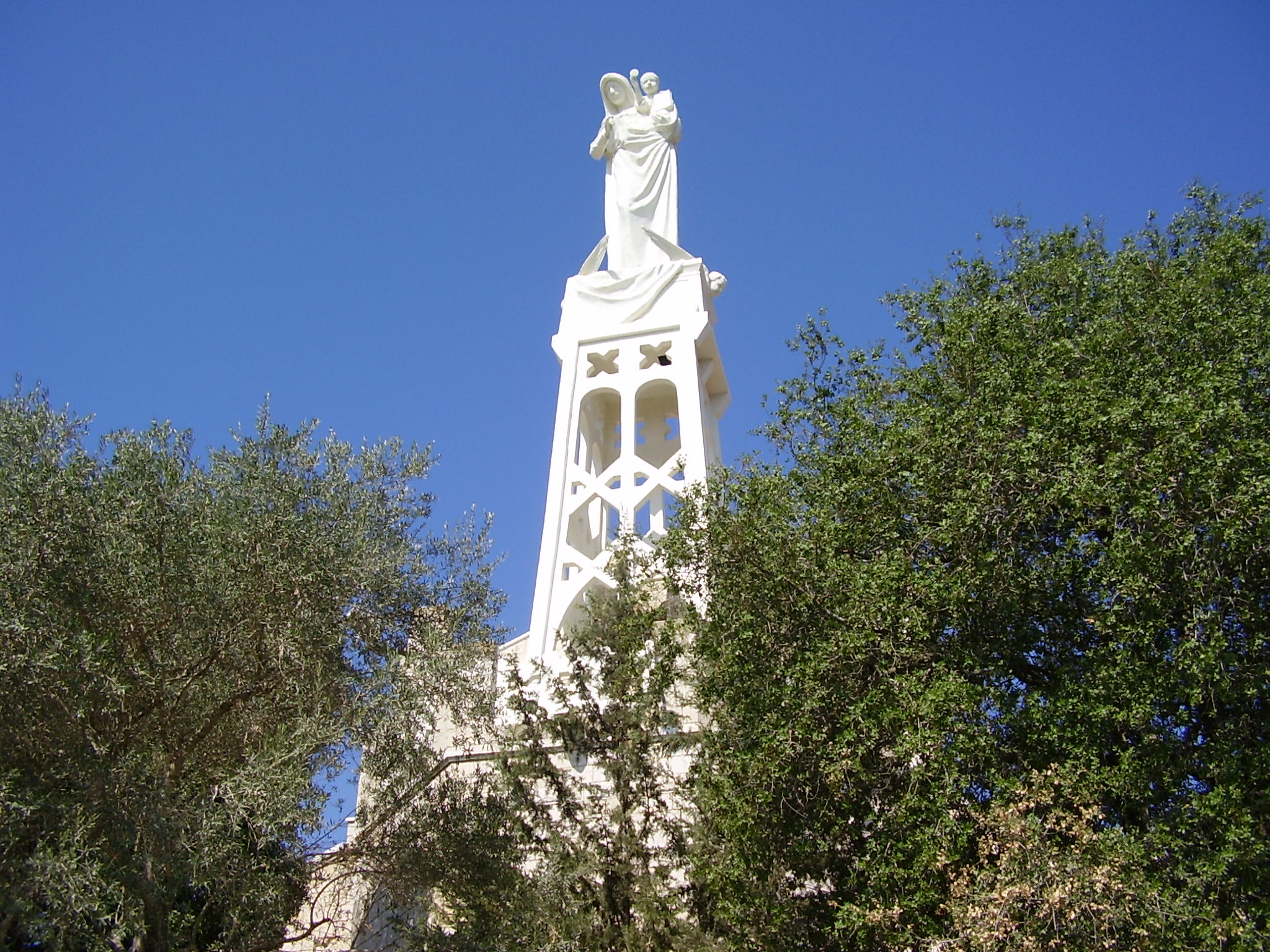
Turm mit Marienstatue

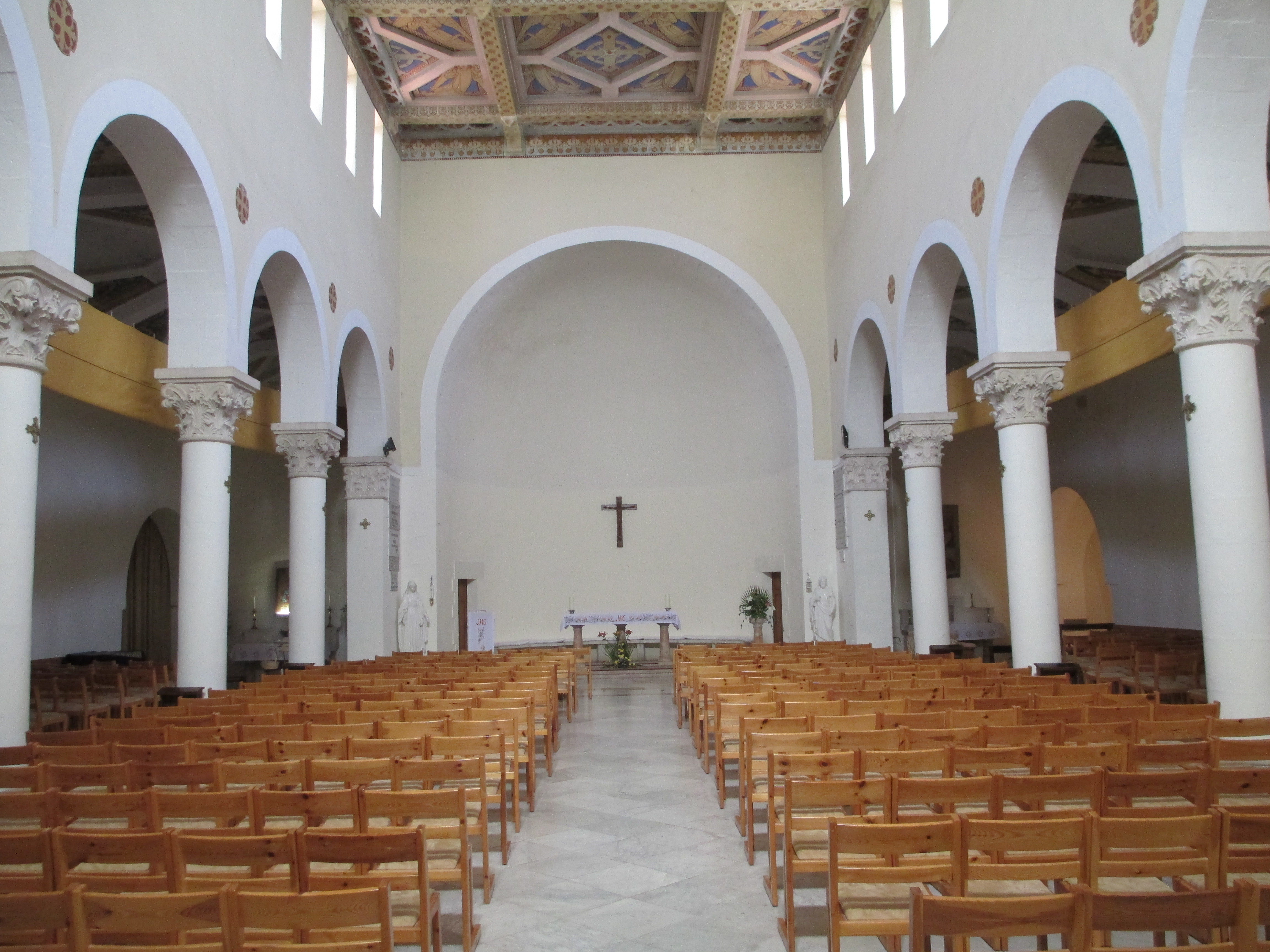
Inneres

Die Kirche Unserer Lieben Frau von der Bundeslade (arabisch كنيسة سيدة تابوت العهد, DMG Kanīsat Sayidat Tābūt alʿAhd, hebräisch כְּנֵסִיַּת גְּבִירָתֵנוּ שֶׁל אֲרוֹן הַבְּרִית Knessijjat Gvīratenū schel Arōn ha-Brīt, auch Plene כנסיית …, französisch Église Notre-Dame-de-l’Arche-d’Alliance) ist eine römisch-katholische Klosterkirche in Abu Gosch in Israel. Sie liegt in nordwestlicher Lage auf einem Hügel auf 756 Metern Höhe über dem Meeresspiegel.
Die Kirche wurde im Jahr 1924 von den Schwestern des hl. Joseph von der Erscheinung gebaut. Sie wurde auf den Grundmauern einer byzantinischen Kirche aus dem 5. Jahrhundert errichtet. Der Kirchturm wird von einer Statue der Maria gekrönt, die das Jesuskind in den Armen hält. Der Überlieferung entsprechend handelt es sich um den Ort des Hauses von Abinadab, in dem die Bundeslade (אֲרוֹן הַבְּרִית Arōn ha-Brīt) aufbewahrt wurde, bevor diese nach Jerusalem überführt wurde (1 Sam 7,1 ). Bundeslade (Foederis Arca) ist auch ein traditioneller typologischer Marientitel. Das Innere der Kirche ist einfach gehalten, die Wände sind weiß gestrichen und in der Apsis befindet sich ein großes Kreuz.
Etwa 400 Meter östlich befindet sich eine Kirche, die von den Kreuzrittern im Jahre 1141 erbaut wurde, die heutige Auferstehungskirche.
In beiden Kirchen findet zweimal jährlich das Abu-Gosch-Musikfestival statt.